# Ignacio Comonfort

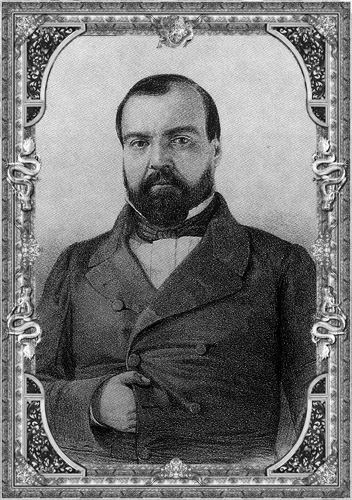
Ignacio Comonfort, President van Mexico, 1855-58

Ignacio Comonfort (Puebla de los Ángeles 10 maart 1812 - Chamacuero (Guanajuato), 14 december 1863) was een Mexicaans politicus en militair. Hij was president van 1855 tot 1857.
Hij nam deel aan de Amerikaans-Mexicaanse Oorlog en behoorden tot samenzweerders van het Plan van Ayutla, dat Antonio López de Santa Anna afzette en Juan Álvarez als president installeerde. Deze regering voerde allerlei liberale hervormingen door. Comonfort was verantwoordelijk voor de Ley Lerdo, die de confiscatie van kerkelijke goederen regelde. In 1856 trad Álvarez af en werd Comonfort president. Tijdens zijn regering werd de nieuwe grondwet aangenomen. Hij won de verkiezingen van 1857, waarna de conservatieven in opstand kwamen. Hij deed concessies aan de conservatieven, tot woede van de liberalen. Voor de conservatieven was hij altijd nog te liberaal, waardoor hij van niemand steun meer genoot en werd gedwongen af te treden (30 november 1857). Deze gebeurtenissen zetten de Hervormingsoorlog in gang. Comonfort vluchtte naar de Verenigde Staten. Hij keerde in 1863 terug om tegen de binnenvallende Franse troepen te strijden aan de zijde van Benito Juárez en sneuvelde op het slagveld.
- Biblioteca Nacional de España: XX1230198
- Bibliothèque nationale de France: cb171009134 (data)
- Gemeinsame Normdatei: 1105483444
- International Standard Name Identifier: 0000 0003 8515 7498
- Library of Congress Control Number: n90627530
- SNAC: w6cj8qdv
- Virtual International Authority File: 34833658
- WorldCat: E39PBJgRWYcmT38JMkr4cFy8G3